# Notes de Hiroshima
Notes de Hiroshima (en japonais Hiroshima noto, ヒロシマ・ノート) est une collection d'essais de Kenzaburo Oe. L'ouvrage est paru en 1965 et a été traduit en français en 1996.
Le recueil est composé de plusieurs reportages, réalisés en 1963 et 1964 à Hiroshima, augmentés en 1965 d’une introduction et d’une conclusion. 
L’auteur se rend pour la première fois dans la ville en août 1963 (18e commémoration du bombardement atomique) pour couvrir la Conférence mondiale contre les armes nucléaires. D’abord observateur distant, étonné et presque amusé, souvent outré, des divisions du camp anti-nucléaire (au temps des essais chinois), Oe se laisse peu à peu gagner par le caractère poignant et incroyablement vrai du témoignage des hibakusha, les irradiés de Hiroshima. Au fil de ces « notes », ceux-ci prennent une place de plus en plus importante.
À travers quelques portraits, souvent répétés ou plutôt disséminés dans les différents essais (le docteur Shigetô, directeur de l’hôpital des irradiés ; une jeune fille suicidée après la mort de son fiancé irradié ; un journaliste local qui se bat pour que l’État indemnise les hibakusha et pour que leur témoignage soit recueilli et publié ; une femme au visage couvert des stigmates de la bombe qui sort de son isolement pour témoigner du destin des hibakusha ; un homme qui, devant un médecin, présente ses excuses pour être soldat), Oe érige le survivant de Hiroshima en figure de la dignité humaine. Qu’ils choisissent le suicide ou (peut-être plus difficile et plus héroïque encore aux yeux de l’auteur) qu’ils aient « choisi de ne pas se suicider », les hibakusha sont le signe de la possibilité d’un Japon (et, au-delà, d’une humanité) débarrassé de la folie destructrice.
Dans un passage mémorable, sur une route menant à un hôpital, circulent dans un sens des véhicules emmenant les malades, et dans l'autre, des corbillards.